# سوپ تورتیا
سوپ تورتیا (به انگلیسی: Tortilla Soup) فیلمی محصول سال ۲۰۰۱ و به کارگردانی ماریا ریپول است. در این فیلم بازیگرانی همچون هکتور الیزوندو، ژاکلین ابرادورز، الیزابت پنیا، تامارا ملو، راکل ولش، پال رودریگز، کنستانس ماری، نیکولای کینسکی، ژولیو اسکار مچوسو، جودی هررا، کن مارینو و جوئل جوآن ایفای نقش کرده‌اند.